# クリティアス (対話篇)
『クリティアス』（希: Κριτίας、英: Critias）は、プラトンの後期対話篇の1つであり、『ティマイオス』の続編。未完。副題は「アトランティスの物語」。

## 構成

### 登場人物
- ソクラテス
- ティマイオス - ロクリス（ギリシャ本土の方ではなくイタリア半島南部の植民市の方）の名士であり哲学者[1]。架空の人物か[2]。
- クリティアス - プラトンの曽祖父であり、三十人僭主のクリティアス（4世）の祖父でもあるクリティアス（3世）か。
- ヘルモクラテス - シケリア島シュラクサイの政治家、軍人。

### 年代・場面設定
年代不詳、ある年のパナテナイア祭が行われている夏のアテナイの、ソクラテスの家にて。
『ティマイオス』におけるティマイオスの話が終わった直後から、話が始まる。次にクリティアスが、『ティマイオス』でも触れたアトランティスの話について、詳細を述べていくことになる。が、中断、未完となっている。

### 補足
作中、クリティアスが話をはじめる前のやり取りの中で、クリティアスの次にはヘルモクラテスにも話をしてもらうことが予告されているので、本篇の続編として、『ヘルモクラテス』という対話篇が予定されていたことが分かる。

## 内容
『ティマイオス』の流れを受け、クリティアスが「アトランティス伝説」の詳細を語り始める。
まず先に、全大地の内、アテナとヘパイストスに分配された9000年前のアテナイについて語られ、それは現在（古代当時）のアテナイよりも肥沃で広大な土地を持ち、ソクラテスの理想国家論のように職人、農民、国の守護者たる軍人階層などに分かれ、正しい統治が行われ、その徳は周辺地域へと知れ渡っていたと説明される。
続いて、ポセイドンに分配された大島・アトランティス島について語られ、ポセイドンが原住民の女性を娶って5組の双子の男児をもうけ、その10人を各地を治める王とし、その10人の王権の下、アトランティスは莫大な富と覇権を築いて繁栄したこと、しかし代を経るごとに王たちは神性（徳）を失っていったので、ゼウスが彼らを懲らしめようとしたことなどが説明されるが、そこで記述は中断し、未完に終わっている。

## 日本語訳
- 『プラトン全集〈12〉ティマイオス・クリティアス』 種山恭子・田之頭安彦訳、岩波書店、初版1975年、復刊2005年ほか。後者が担当
- プラトン『ティマイオス／クリティアス』岸見一郎訳、白澤社、2015年10月。ISBN 978-4-7684-7959-9。